# Tượng đài Dân chủ
Tượng đài Dân chủ hay Anusawari Prachathipatai (tiếng Thái: อนุสาวรีย์ประชาธิปไตย, phiên âm: A-nu-xa-va-li Bơ-la-cha-thi-ba-tai) là một tượng đài ở trung tâm của thủ đô Bangkok, Thái Lan. Tượng đài này nằm ở một vòng xoay giao thông của đại lộ Đông-Tây rộng Thanon Ratchadamnoen Klang, tại điểm giao nhau với Thanon Dinso. Tượng đài nằm ở khoảng giữa Sanam Luang, lò hỏa táng trước Wat Phra Kaew, và ngôi đền Núi Vàng (Phu Kao Thong).
Tượng đài được xây dựng năm 1939 bởi nhà cầm quyền quân sự, Thống tướng Plaek Pibulsonggram (được gọi là Phibun), để kỷ niệm cuộc đảo chính tháng 6 năm 1932 dẫn đến việc thiết lập một thể chế quân chủ lập hiến ở Vương quốc Xiêm lúc đó. Phibun xem tượng đài như một Bangkok mới, Tây hóa, "làm cho Thanon Ratchadamnoen thành đại lộ Champs-Élysées và Tượng đài Dân chủ là Khải Hoàn Môn (Arc de Triomphe)."
Tượng đài được thiết kế bởi Mew Aphaiwong, một kiến trúc sư có anh trai Khuang Aphaiwong là một thành viên lãnh đạo của chế độ Phibun. Nhà điêu khắc Ý, Corrado Feroci, (tên Thái là Silpa Bhirasi) đã thực hiện những bức điêu khắc xung quanh chân đế của tượng đài.
Việc xây dựng tượng đài này vào thời điểm đó không gây mấy thiện cảm ở Thái Lan. Các cư dân địa phương và chủ tiệm (phần lớn là người gốc Hoa) đã bị đuổi ra khỏi nhà và cửa hàng với thông báo trước 60 ngày. Việc mở rộng đường Thanon Ratchadamnoen thành một đại lộ lễ nghi dẫn đến việc phải đốn hạ nhiều cây cối hai bên. Trung tâm của tượng đài miêu tả tượng trưng hiến pháp Thái Lan năm 1932 được khắc chạm bên trên của hai bát vàng nằm quanh một tháp nhỏ bằng vàng. Hiến pháp được bảo bọc một cách hình tượng bằng 4 cánh, đại diện cho bốn nhánh của quân đội Thái Lan: lục quân, không quân, cảnh sát, hải quân - những lực lượng tham gia đảo chính năm 1932.